# باميلا رندي-فاغنر
باميلا رندي-فاغنر (بالألمانية: Pamela Rendi-Wagner)، (7 مايو 1971 في فيينا - )؛ طبيبة وسياسية  نمساوية، عضو في البرلمان النمساوي منذ 9 تشرين الثاني/نوفمبر 2019، ترأست الحزب الاشتراكي الديمقراطي النمساوي من 24 نوفمبر2018 و3 يونيو 2023.

## السيرة التعليمية والطبية
درست الطب في جامعة فيينا الطبية وتخرجت في العام 1996، وهي حاصلة على شهادة في الصحة في المناطق الاستوائية من كلية الطب والامراض الاستوائية في جامعة لندن عام 1997 وشهادة تخصص في الأمراض الاستوائية والوقاية من جامعة فيينا الطبية عام 2005، وعلى إجازة التدريس في نفس التخصص عام 2008. عملت محاضرة زائرة في علم الوبائيات والطب الوقائي في جامعة تل أبيب بين العامين 2008 0و 2011، ومديرة لمقسم الصحة العامة والشؤون الطبية ي وزارة الصحة النمساوية في الأعوام 2012-2017، كما عملت محاضرة زائرة في شؤون الصحة العامة في جامعة فيينا في نفس الفترة.

## النشاط السياسي

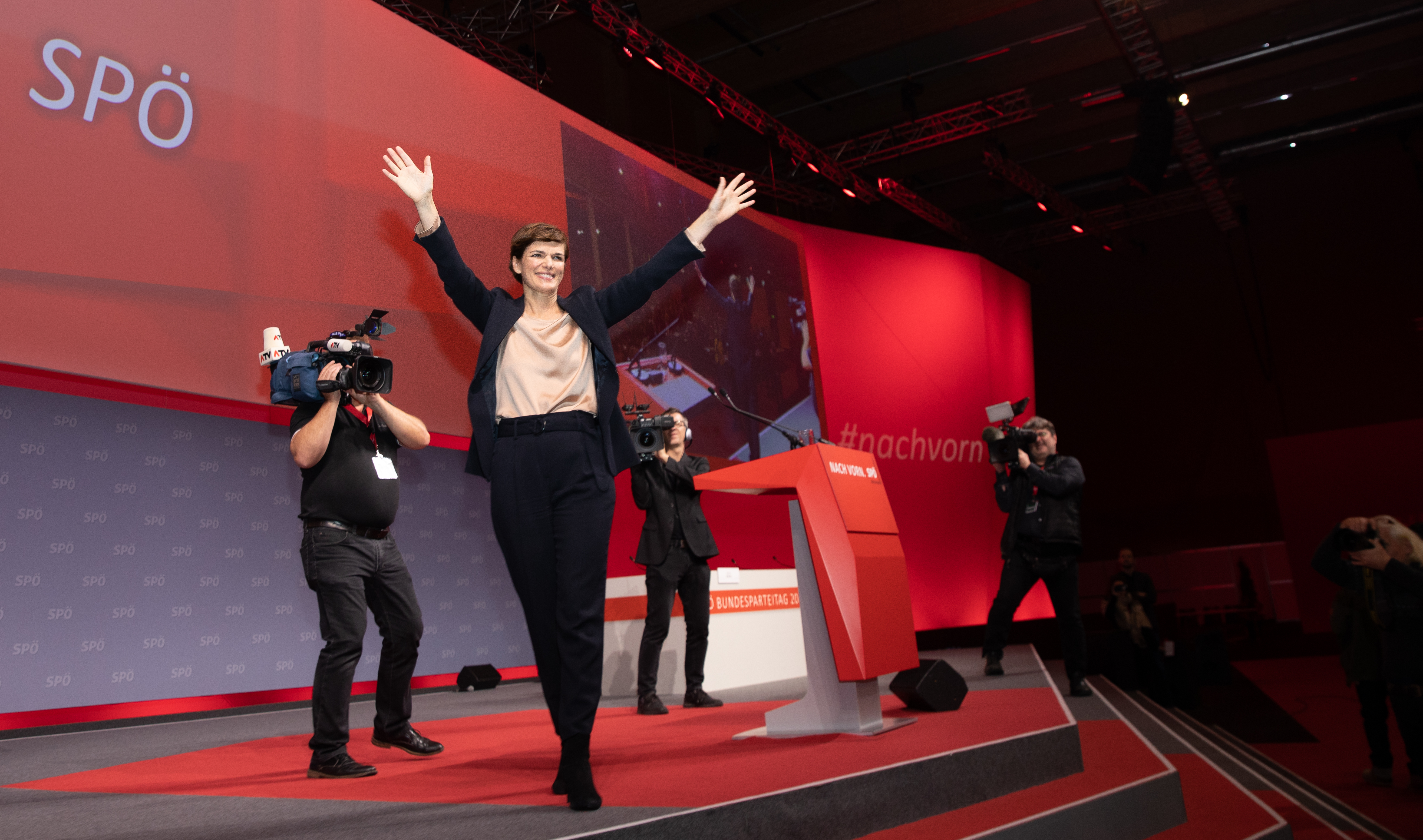
مؤتمر الحزب الفيدرالي (SPÖ) عام 2018

منذ العام 2018 وهي عضو في البرلمان والمجلس الاتحادي النمساوي والبرلمان الاوروبي ورئيسة لكتلة الاشتراكيين الديمقراطيين البرلمانية، وتولت وزارة الصحة بين 8 آذار/مارس و18كانون أول/ديسمبر 2018. 
استقالت من رئاسة الحزب الاشتراكي الديمقراطي في أيار 2023 بعد حصولها على المركز الثالث في استطلاع داخلي لآراء أعضاء الحزب، حيث أعلنت عن تراجعها عن الترشح لفترة رئاسة جديدة في مؤتمر الحزب الذي عقد في 3 يونيه من نفس العام، وانتخب فيه أندرياس بابلر خلفاً لها.
تشغل منذ يونيو 2024 منصب مديرة المركز الأوروبي للوقاية من الأمراض (EDEC).

## مواقع رسمية
- صفحة باميلا رندي-فاغنر الرسمية
- موقع الحزب الاشتراكي الديمقراطي النمساوي SPÖ